# Дубровницький трамвай
Дубровницький трамвай (хорв. Tramvajski promet u Dubrovniku) — трамвайна система у хорватському місті Дубровникку, що існувала у період 1910—1970 років.
Трамвайний рух у Дубровнику був започаткований 10 грудня 1910 року за маршрутом від міської брами біля стін Дубровника до порту Груж, і був розширений протягом свого існування подовженням першої лінії до залізничної станції «Дубровник», і додаванням другої лінії до Лападу.
Останній рейс трамвая у Дубровнику відбувся 20 жовтня 1970 року, і транспортні послуги в місті відтоді надають винятково автобуси.
Дубровницькі трамваї, згідно з оцінками, перевезли близько 100 мільйонів пасажирів за 60 років існування трамвайної мережі.